# アレッサンドロ・マトリ
アレッサンドロ・マトリ（Alessandro Matri, 1984年8月19日 - ）は、イタリア・ロンバルディア州サンタンジェロ・ロディジャーノ出身の元サッカー選手。元イタリア代表。ポジションはフォワード。

## 経歴

### セリエAデビュー
ACミランのプリマヴェーラ出身。デビュー戦は2003年5月24日に行われたセリエA第34節（最終節）のピアチェンツァ戦。当時ミランはチャンピオンズリーグの決勝を控えており、この試合には控え組で挑んだため、出番が回ってきた。
同じミランのユース選手のマルコ・ボリエッロやニコラ・ポッツィに比べると目立つ存在ではなかったため、2004-05シーズンはセリエC1のACプラートにレンタル移籍で出される。翌年もC1のACルメッツァーネでプレーし、13ゴールを挙げた。2006-07シーズンはセリエBのリミニ・カルチョFCに所属し、ここでも活躍。2007年7月3日に移籍金230万ユーロでカリアリに加入。

### カリアリ
カリアリではロベルト・アクアフレスカ、アンドレア・ラッツァーリらと攻撃を牽引し、カウンターでの楔のプレーやポストプレーなどでチームに貢献した。3年目の2009-10シーズンには7試合連続ゴールを含む、38試合で13ゴールの活躍で、ミラン復帰やイタリア代表入りも囁かれるようになった。2010-2011シーズンも開幕から好調で前半戦で11ゴールを上げた。

### ユヴェントス
移籍期間最終日の2011年1月31日、ユヴェントスへのレンタル移籍が発表された。シーズン終了までのレンタル移籍で、1550万ユーロでの買い取りオプションがつけられた。背番号はカリアリ時代と同じ32番である。2月2日のアウェーのパレルモ戦でデビューした。リーグ戦16試合で9ゴールを記録し、ファビオ・クアリャレッラと並んでチーム得点王となった。6月22日にユヴェントスへの完全移籍が発表された。2011-12シーズンは得点こそ10得点だったものの、ミルコ・ヴチニッチとともに2トップを組み、リーグ優勝に貢献した。

### ミラン復帰
2012-13シーズン終了後、ユヴェントスはカルロス・テベスやフェルナンド・ジョレンテといった実力者を前線に獲得。出場機会が大幅に減ったため、2013年8月29日、ACミランの公式チャンネルでマトリのミラン復帰が発表。翌日、正式に移籍が決定。背番号は9番である。カリアリ時代の恩師、マッシミリアーノ・アッレグリとの再会となったが、15試合で1ゴールと期待外れに終わった。

#### フィオレンティーナ
2014年1月、マリオ・ゴメスやジュゼッペ・ロッシの怪我による離脱でFW不足のACFフィオレンティーナに半年のレンタル移籍が決定。背番号はカリアリやユヴェントスでつけていた32番。

#### ジェノア
2014年7月、広州恒大足球倶楽部に移籍したアルベルト・ジラルディーノの後釜として、ジェノアCFCにレンタルでの加入が決定。

#### ユヴェントス復帰
2015年1月の移籍最終日、セバスティアン・ジョヴィンコの移籍に伴いFWの駒不足となったユヴェントスにレンタルでの復帰が決定。恩師マッシミリアーノ・アッレグリの下でプレーするのはこれで3度目となる。
2015年5月20日に行われたラツィオとのコッパ・イタリア決勝戦では延長前半に勝ち越し弾を決め、優勝に貢献した。

#### ラツィオ
2014-15シーズン後、ミランに復帰。アンドレア・ピルロが背負っていた21番を着用するなど意気込みを見せていたが、カルロス・バッカやルイス・アドリアーノ、マリオ・バロテッリの獲得により競争が激化。
2015年8月、SSラツィオにレンタル移籍が決定。

### サッスオーロ
2016年8月16日、USサッスオーロ・カルチョに移籍した。

#### ブレシア
2019年9月2日、夏の移籍期間の最終日にブレシア・カルチョへレンタル移籍。2020年1月31日、レンタル移籍期間終了と同時にUSサッスオーロ・カルチョを退団した。
その後無所属の期間が続いたが、2020年5月6日に現役引退を表明した。

## 代表
イタリア代表の一員として2011年2月9日に行われたドイツ代表との親善試合に招集されたが、出場機会はなかった。3月29日のウクライナ代表との親善試合で後半途中に出場、代表初ゴールを挙げている。

## 私生活
- イタリアの人気タレントのフェデリーカ・ナルジと交際している。

## タイトル
クラブ
ユヴェントスFC
- セリエA (3) : 2011-12, 2012-13, 2014-15
- コッパ・イタリア (1) : 2014-15
- スーペルコッパ・イタリアーナ (2) : 2012, 2013